# Prairie Springs Township
Die Prairie Springs Township ist eine von 18 Townships im Jackson County im Osten des US-amerikanischen Bundesstaates Iowa. Das U.S. Census Bureau hat bei der Volkszählung 2020 eine Einwohnerzahl von 548 ermittelt.

## Geografie
Die Prairie Springs Township liegt im Osten von Iowa rund 3 km westlich des Mississippi, der die Grenze zu Illinois bildet. Die Grenze zu Wisconsin befindet sich rund 20 km nördlich.
Die Prairie Springs Township liegt auf 42°20′27″ nördlicher Breite und 90°36′22″ westlicher Länge und erstreckt sich über 93,2 km². 
Die Prairie Springs Township liegt im Norden des Jackson County und grenzt im Norden, Nordwesten und Westen an das Dubuque County. Innerhalb des Jackson County grenzt die Prairie Springs Township im Osten an die Tete Des Morts Township, im Südosten an die Bellevue Township, im Süden an die Richland Township und im Südwesten an die Otter Creek Township.

## Verkehr
Entlang des Mississippi führt durch den Nordwesten der Prairie Springs Township der hier den Iowa-Abschnitt der Great River Road bildende U.S. Highway 52. Alle weiteren Straßen sind entweder County Roads oder weiter untergeordnete und zum Teil unbefestigte Fahrwege.
Der nächstgelegene Flugplatz ist der rund 6 km nordwestlich der Township gelegene Dubuque Regional Airport.

## Bevölkerung
Bei der Volkszählung im Jahr 2010 hatte die Township 627 Einwohner. Neben Streubesiedlung existiert in der Prairie Springs Township mit La Motte (mit dem Status „City“) eine selbstständige Gemeinde, die zum Teil in der südlich benachbarten Richland Township liegt.